# 西里西亚起义纪念碑

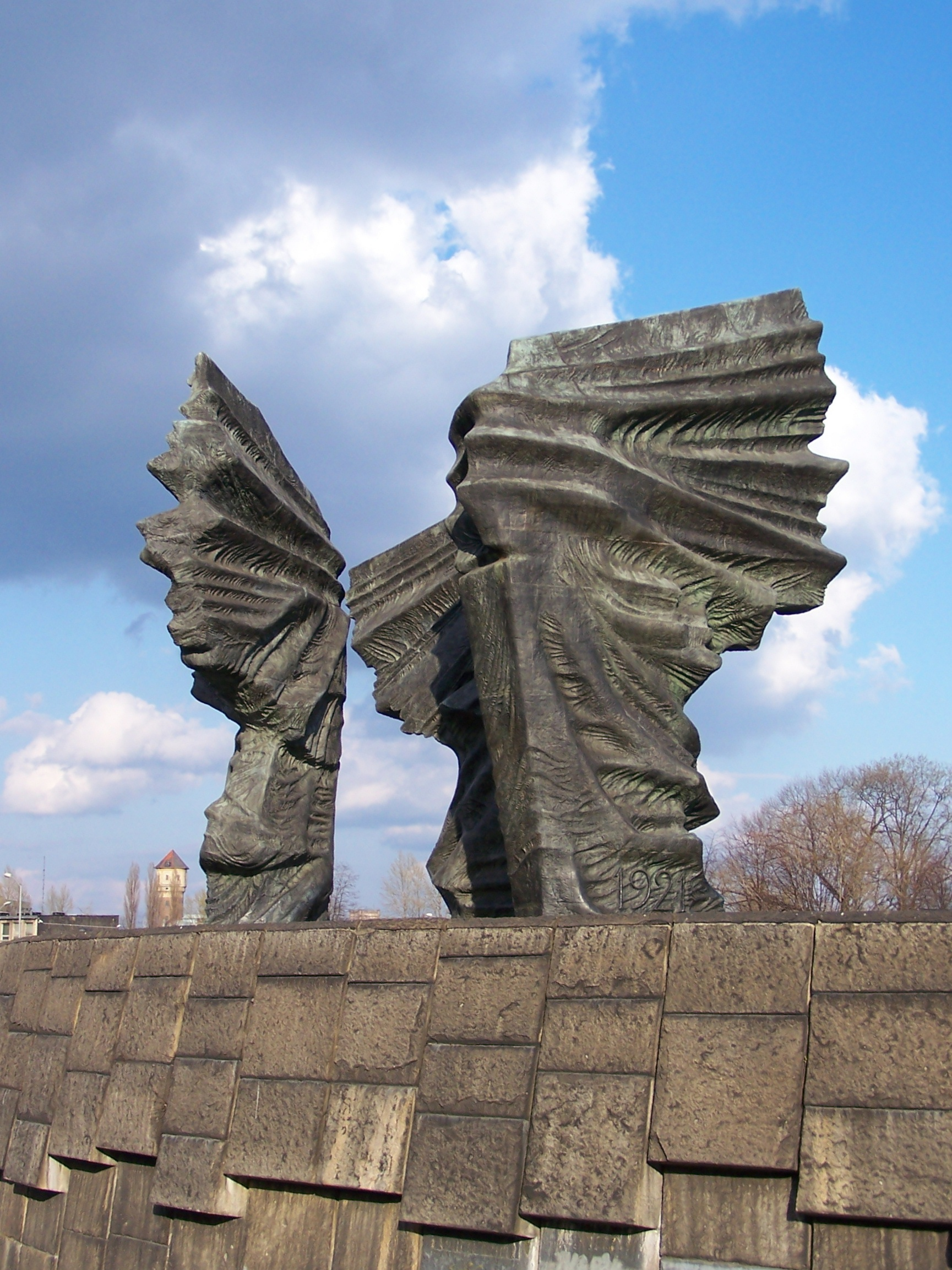
西里西亚起义纪念碑

西里西亚起义纪念碑（波蘭語：Pomnik Powstańców Śląskich）位于波兰南部城市卡托维兹，用于纪念1919、1920和1921年三次西里西亚起义的参与者，目的是上西里西亚地区成为新独立的波兰国家的一部分。

## 历史
纪念碑于1965年9月1日揭幕，由雕塑家古斯塔夫·泽马和建筑师沃伊切赫·扎布沃茨基设计。翅膀象征着三次起义，战斗地点的名字刻在垂直的斜坡上。这座纪念碑是由华沙人出资修建。
50°15′50″N 19°1′26″E / 50.26389°N 19.02389°E